# On (компания)
On Holding AG — швейцарская компания, которая занимается разработкой и продажей спортивной одежды и кроссовок для бега.
В 2019 году компания занимала 40 % рынка кроссовок для бега в Швейцарии и 10 % в Германии. По состоянию на 2020 год продукция On продавалась в 6000 розничных магазинах в 55 странах. Крупнейшим рынком сбыта были США, где на долю компании приходилось 6,6 % рынка высококачественной беговой обуви. По оценкам, доля On на мировом рынке спортивной обуви составляет 2 %.
С апреля 2025 года Мартин Хоффман занимает должность CEO компании. Основатели компании по-прежнему активно участвуют в её деятельности: Дэвид Аллеманн и Каспар Коппетти занимают должности исполнительных сопредседателей. Оливье Бернхард занимается продуктами и инновациями. В 2024 году On сообщила о продажах в размере 2,32 млрд швейцарских франков, что на 29,4 % больше, чем в предыдущем году. Прибыль компании за тот же период выросла на 204,5 % до 242,3 млн швейцарских франков.